# أسد أباد (حومة أبهر)
أسد أباد (بالفارسية: اسدآباد) هي منطقة سكنية تقع في إيران في منطقة مركزية ريفية. يقدر عدد سكانها بـ 90 نسمة .